# جارد ساندبرغ
جارد ساندبرغ (بالإنجليزية: Jared Sandberg)‏ هو لاعب كرة قاعدة أمريكي، ولد في 2 مارس 1978 في أولمبيا في الولايات المتحدة.

## وصلات خارجية
- جارد ساندبرغ على موقع دوري كرة القاعدة الرئيسي (الإنجليزية)
- جارد ساندبرغ على موقعبيزبول رفرنس.كوم (الدوري الرئيسي) (الإنجليزية)
- جارد ساندبرغ على موقعبيزبول رفرنس.كوم (الدوري الثانوي) (الإنجليزية)
- جارد ساندبرغ على موقع إي إس بي إن.كوم (أم.أل.بي) (الإنجليزية)
- جارد ساندبرغ على موقع مشجعي الرسوم البيانية (الإنجليزية)